# Neukirchen (Hessen)
Neukirchen település Németországban, Hessen tartományban. Lakosainak száma 7014 fő (2023. december 31.). Neukirchen Oberaula és Ottrau községekkel határos.

## Népesség
A település népességének változása:
| Lakosok száma | 7620 | 7022 | 6986 | 6906 | 7026 | 7014 |
|               | 2012 | 2017 | 2019 | 2021 | 2022 | 2023 |